# 因卡伊洛奇島

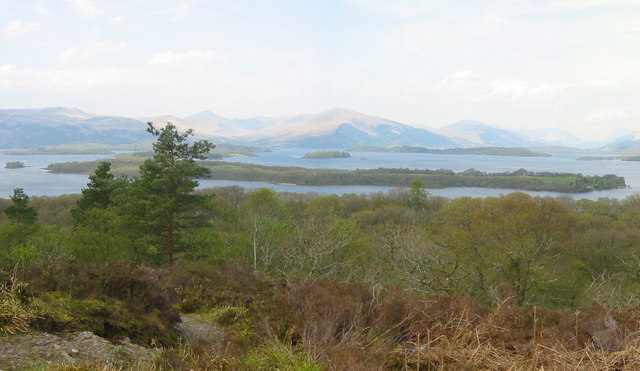

因卡伊洛奇島是蘇格蘭的島嶼，位於洛蒙德湖，由史特靈負責管轄，面積0.5平方公里，最高點海拔高度85米，每年前往該島的遊客約二萬名。

## 外部連結
- https://web.archive.org/web/20090710015304/http://lochlomond-islands.com/
- article which mentions it

56°04′52″N 4°33′21″W / 56.08111°N 4.55583°W